# Rolls-Royce Eagle
Le Rolls-Royce Eagle fut le premier moteur d'avion développé par Rolls-Royce Limited. Dévoilé en 1915 pour répondre aux besoins de l'armée britannique engagée dans la Première Guerre mondiale, il servit à motoriser le bombardier Handley Page Type O ainsi qu'un certain nombre d'autres aéronefs militaires.

## Contexte
Lorsqu'éclata la Première Guerre mondiale, en août 1914, la Royal Aircraft Factory demanda à Rolls-Royce de concevoir un nouveau moteur d'avion de 200 chevaux refroidi par air. En dépit de réticences initiales, l'entreprise accepta le marché à la condition d'adopter un refroidissement par eau plutôt que par air, car c'était l'un des domaines d'expertise de l'entreprise.

## Conception et développement
Le développement du nouveau moteur fut conduit par Henry Royce depuis son domicile dans le Kent. Initialement basé sur le moteur de la Rolls-Royce Silver Ghost et s'inspirant également du moteur d'une Mercedes 35 HP Grand Prix que Rolls-Royce avait acquise, la puissance fut augmentée en doublant le nombre de cylindres pour les porter à douze en deux bancs et en augmentant la course à 165 millimètres, bien que l' alésage reste fixé à 115 mm. Le moteur tournant également plus vite, un réducteur d'hélice sous forme d'un train épicycloïdal fut imaginé pour maintenir la vitesse de rotation de l'hélice sous la barre des 1 100 tours par minute. Pour réduire l'inertie et améliorer les performances, la distribution abandonnait les soupapes latérales pour un système d'arbre à cames en tête, dont les boîtiers à fente latérale d'où sortent les culbuteurs sont très proches du moteur Mercedes.

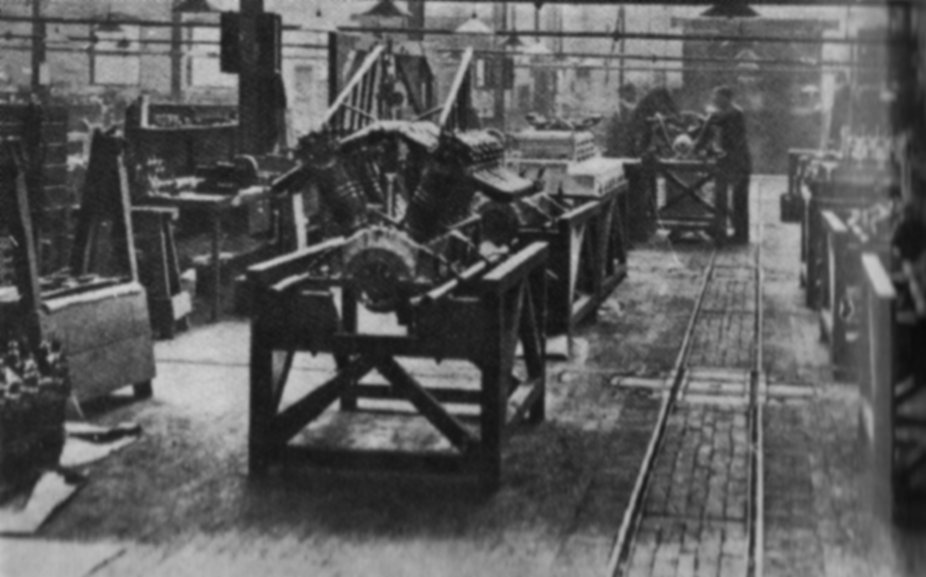
Des moteurs Rolls-Royce Eagle à Derby en 1919.

Le 3 janvier 1915 l'Amirauté commanda vingt-cinq de ces nouveaux moteurs. L'Eagle fut testé au banc d'essai dans les usines Rolls-Royce de Derby en février 1915, développant 225 ch à 1 600 tr/min. Rapidement, le régime moteur fut porté à 1 800 tr/min, puis en août 1915 à 2 000 tr/min, l'Eagle développant alors 300 ch. Après de plus amples essais, il est décidé d'homologuer la version en production industrielle à 225 ch au régime de 1 800 tr/min, de brèves pointes à 1 900 tr/min étant tolérées. Le moteur vola pour la première fois sur un bombardier Handley Page O/100 en décembre 1915, signant du même coup le tout premier vol d'un moteur d'avion signé Rolls-Royce.
L'Eagle fut amélioré au cours des années 1916 et 1917, la puissance étant progressivement portée à 360 ch en février 1918, époque à laquelle huit versions avaient été produites. Tout au long de la Première Guerre mondiale, Rolls-Royce lutta pour produire les quantités d'Eagles requises par le War Office, mais l'entreprise résista aux pressions pour en céder la licence à d'autres motoristes, craignant que la qualité faisant la renommée du moteur n'en soit compromise.
Après la guerre, une version Mark IX de l'Eagle fut développée à des fins civiles. La production se maintint jusqu'en 1928 et, au total, 4 681 moteurs Eagle furent construits.

## Variantes
Note: Liste tirée de Lumsden, les désignations officielles alternatives sont en italique.
Eagle I (Rolls-Royce 250 hp Mk I)(1915), 225 ch, 104 moteurs produits.
Eagle II (Rolls-Royce 250 hp Mk II)(1916), 250 ch, 36 construits à Derby.
Eagle III (Rolls-Royce 250 hp Mk III)(1917-1927), 250 ch, taux de compression accru (4,9:1), pistons renforcés. 110 construits à Derby.
Eagle IV (Rolls-Royce 250 hp Mk IV)(1916-17), 270⁄286 ch, 36 construits à Derby.

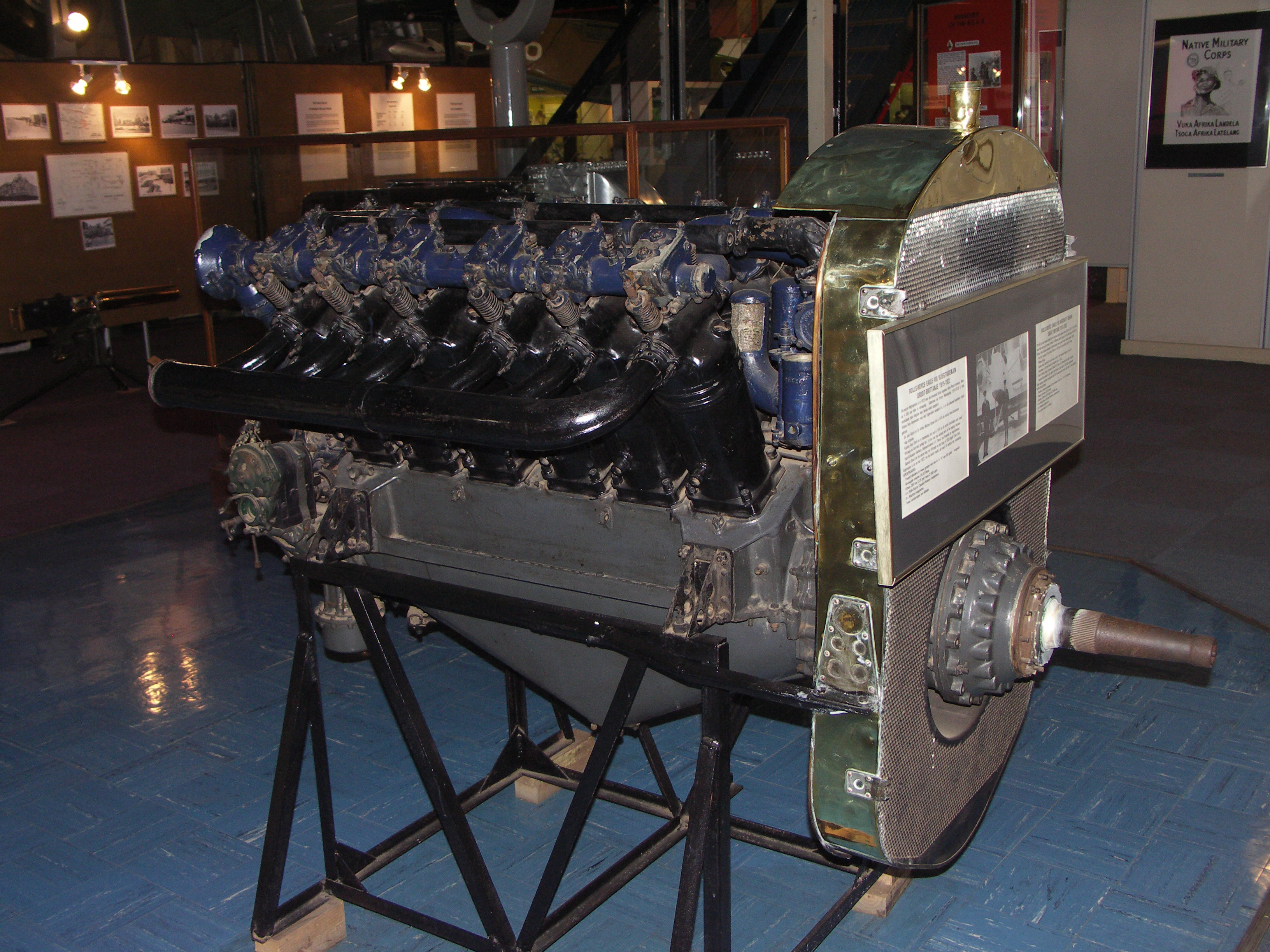
Rolls-Royce Eagle VIII

Eagle V (Rolls-Royce 275 hp Mk I)(1916-17), 275 ch, arbre à cames à haute levée, 100 construits à Derby.
Eagle VI (Rolls-Royce 275 hp Mk II)(1917), 275 ch, introduction du double allumage, 300 construits à Derby.
Eagle VII (Rolls-Royce 275 hp Mk III)(1917-18), 275 ch, 200 construits à Derby.
Eagle VIII(1917-1922), 300 ch, modifications en profondeur, 3 302 construits à Derby.
Eagle IX(1922-1928), 360 ch, conçu pour un usage civil, 373 construits à Derby.

## Utilisations
- Admiralty N.S.3 North Sea Airship
- Admiralty 23 Class Airship
- Airco DH.4
- Airco DH.9
- ANEC III (en)
- BAT F.K.26
- Blackburn Blackburd
- Curtiss H.12 Large America
- Curtiss-Wanamaker Triplane (en)
- de Havilland DH.10
- de Havilland DH.16
- Dornier Wal
- Fairey III
- Fairey Campania
- Felixstowe F.2
- Felixstowe F.3
- Felixstowe F.4
- Felixstowe F.5
- Grahame-White G.W.E.7 (en)
- Handley Page 0/100
- Handasyde H.2
- Handley Page H.P.18
- Handley Page 0/400
- Handley Page V/1500
- Handley Page Type W
- Hawker Horsley
- Porte Baby
- Porte Fury
- Martinsyde F.1 (en)
- Royal Aircraft Factory F.E.2
- Royal Aircraft Factory F.E.4 (en)
- Royal Aircraft Factory R.E.7
- Short Bomber
- Short N.1B Shirl
- Short Type 184
- Sopwith Atlantic (en)
- Sopwith Wallaby (en)
- Sopwith Tractor Triplane
- Supermarine Commercial Amphibian (en)
- Supermarine Scarab (en)
- Supermarine Sea Eagle (en)
- Supermarine Swan
- Vickers F.B.11 (en)
- Vickers Valparaiso
- Vickers Vernon (en)
- Vickers Viking (en)
- Vickers Vulcan (en)
- Vickers Vulture (en)
- Vickers Vimy
- Wight Converted Seaplane (en)

## Moteurs exposés
Des exemplaires de moteurs Eagle sont visibles dans certains musées :
- Au Science Museum de Londres
- Au musée de l'aviation du Canada
- Au musée national sud-africain d'Histoire militaire à Johannesbourg
- Au musée de l'armée de l'air sud-africaine, à Port Elizabeth

L'un des deux Eagles ayant motorisé le vol transatlantique historique d'Alcock et Brown est visible au musée des industries de Derby.

## Spécifications (Eagle IX)
Les données sont tirées de Lumsden.

### Caractéristiques générales
TypeMoteur à combustion interne 12 cylindres en V (60°) refroidi par eau, chemises rapportées
Alésage115 mm (4,5 pouces)
Course165 mm (6,5 pouces)
Cylindrée20,32 l (1 239 pouces cubes)
Longueur1 844 mm (72,6 pouces)
Largeur1 082 mm (42,6 pouces)
Hauteur1 178 mm (46,4 pouces)
Poids408 kg (900 livres)

### Composants
DistributionArbre à cames en tête
AlimentationDouble carburateurs Claudel-Hobson
Refroidissementpar eau

### Performance
Puissance268 kW (360 ch) à 1 800 tr/min
Puissance spécifique13,4 kW/L (0,32 ch/pouces3)
Compression5.22:1
Consommation90 litres par heure (24 gallons par heure)
Rapport poids/puissance0,66 kW/kg (0,40 ch/livre)